# 安大略400號省道
安大略400號省道（英語：Ontario Highway 400），正式名稱為國王400號公路（King's Highway 400），是加拿大安大略省一條南北向400系列高速公路，連接位於該省南部的省會多倫多及該省的中北部地區，為該省第二長的公路，僅次於401號公路。此公路介乎北約克和巴里的路段於1952年7月1日開通，當時名為多倫多-巴里公路（Toronto–Barrie Highway），為該省首條全線達致高速公路資格的道路，並是首條編號為400系列的安大略省道。公路後於1958年往北伸延至冷水鎮（Coldwater），1966年往南伸延至多倫多的珍街（Jane Street），而北約克和巴里之間的路段則於1970年代陸續擴濶。從1977年起，400號公路陸續往北伸延，到2011年延至卡靈鎮（Carling）。介乎卡靈鎮和冷水鎮的路段同時編為橫加公路系統中的喬治亞灣幹道（Georgian Bay Route）。

## 走線

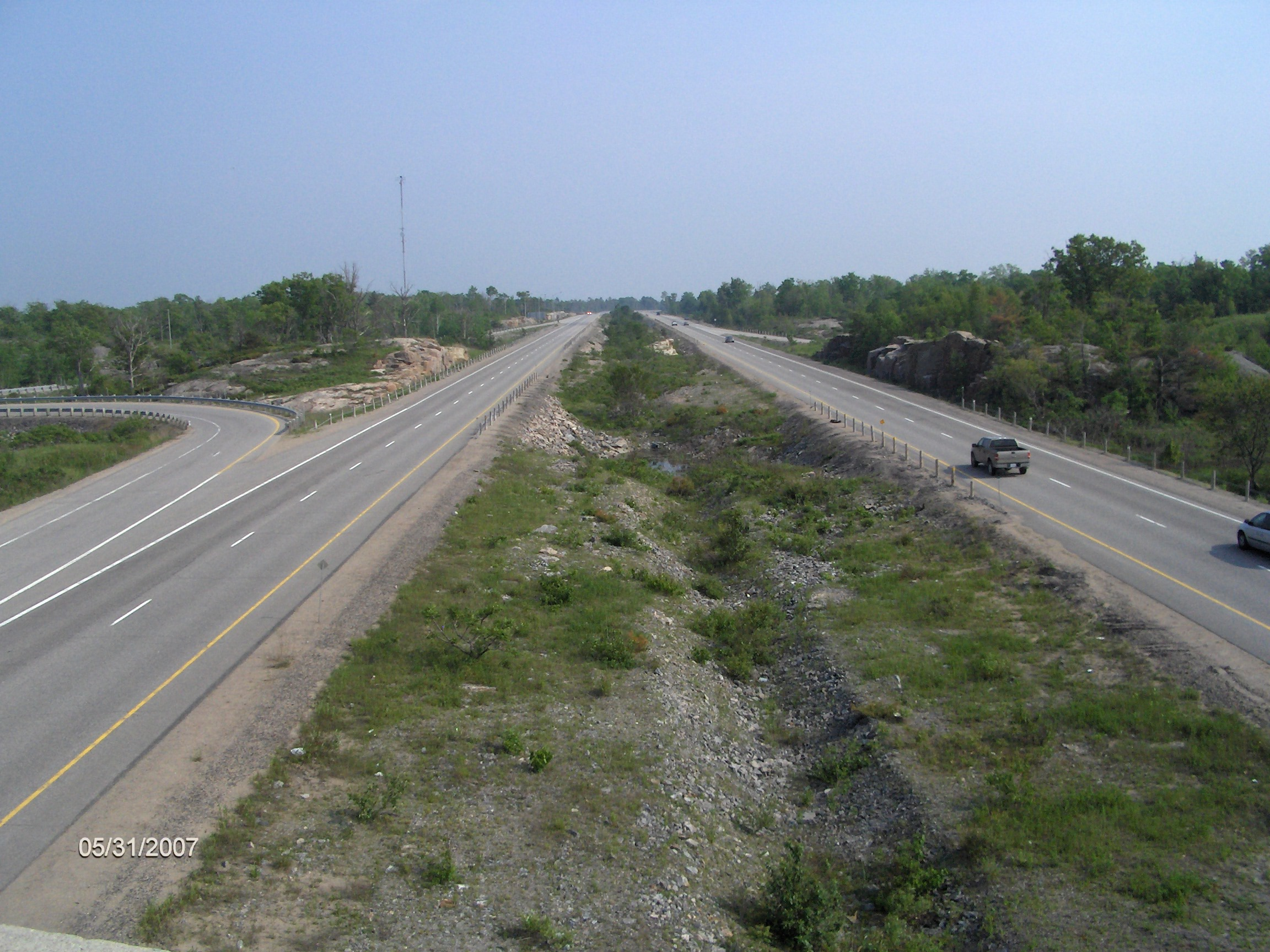
400號公路的156號出口位於塞文港（Port Severn）

400號公路通車時名為多倫多-巴里公路，但省府在往後年間陸續將公路從巴里伸延至帕里灣以北，並預料於2021年延至薩德伯里。截至2009年，400號公路全長209.0（129.9英里），日後延伸路段則約長152（94英里）。
400號公路的南端位於401號公路交匯處以南的多倫多市楓葉徑。省政府本來計劃將400號公路往南伸延至安大略湖畔並與大多倫多市轄下的嘉甸拿高速公路交匯，但項目於1970年代在沿線居民強烈反對下取消。南延路段的走線則改建成與其他道路平交的黑溪徑（Black Creek Drive），並於1983年下放予大多倫多市政府管轄。
400號公路在楓葉徑以北的路段主要為東南－西北走向，但與401號公路交匯後則大致呈南北走向。400號公路介乎401號公路和芬治路的路段來回共有12條行車線（各方向共有六線），芬治路以北的路段則減少至10條行車線，而旺市以内介乎407號公路和朗斯達夫道的行車線則以護欄分流為短途線和長途線（collector-express system）。400號公路和407號公路的交匯處為全加拿大唯一一個四層環狀型交匯處。

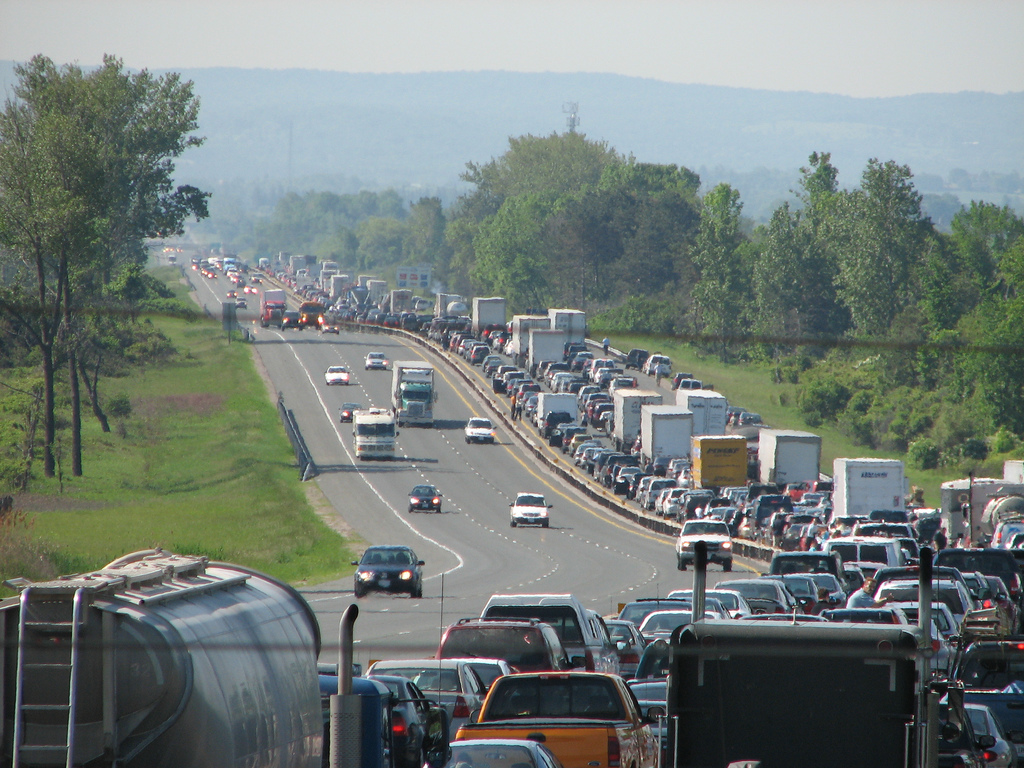
400號公路沿線在夏季旅遊高峰期時發生交通意外的話，所造成的交通擠塞情況可持續數小時

介乎401號公路和荷蘭沼澤的400號公路大致與韋斯頓道和珍街平行，在巴里市以内則繞過該市中心，在該市北部與11號公路交匯後則往西北伸延至忌利核士（Craighurst），之後往東北伸延至冷水鎮並與12號公路交匯，再沿舊有的69號公路走線往西北方向伸延至卡靈為止。現有介乎卡靈和薩德伯里的69號公路將陸續改建成高速公路資格，並將改編為400號公路的一部分。400號公路介乎其北端終點及12號公路交匯處的路段同時編為橫加公路系統中的喬治亞灣幹道。

## 歷史

### 早期工程
400號公路開通前，來往多倫多和巴里的交通主要途經11號和27號公路。隨著該兩公路的交通流量日益繁重，安大略省政府亦於1945年展開400號公路（當時稱為多倫多-巴里公路）的規劃工序，令該公路聯同401號和402號公路成為安大略省首批現代高速公路。介乎兩市的走線土地平整工程於1947年完成，但韓戰爆發導致物資短缺，工程步伐亦隨之放緩。公路兩條行車線（來回方向各一線）於1951年12月1日開通，而全數四線則於1952年7月1日通車，公路亦於同日正式編號為400號公路。颶風於1954年10月15日吹襲南安大略，導致公路部分路段及橋樑受損，待積水被泵走後才可重建。

### 延伸
到了1958年，400號公路往西北伸延至克雷格赫斯特，但只得來回兩線行車並與其他道路平交，而介乎克雷格赫斯特和冷水鎮的延伸路段亦於同年動工，並於1959年12月24日完成。
省政府亦計劃將400號公路從401號公路南延至多倫多市的艾靈頓大道，並在此與大多倫多市政府擬建的列治圍高速公路（Richview Expressway）和跨城高速公路（Crosstown Expressway）交匯。然而，隨著多倫多市内反對興建高速公路的呼聲漸高，這些計劃亦不了了之。400號公路的南延路段於1966年10月28日開通至珍街，但餘下的南延工程則告取消，而省政府則將南延工程餘下的預留地段修建成與其他道路平交的四線行車大道。該道路於1982年開通，原稱西北動脈（Northwest Arterial Road），1983年3月1日由省政府轉交大多倫多市政府管轄並改稱黑溪徑（Black Creek Drive）。
省政府從1971年起擴濶400號公路，原有9.1米濶的中央分隔帶縮窄6（20英尺），路肩濶度則改為1.2（4英尺），為來回方向交通各增一條行車線。首期擴濶工程介乎401號公路和芬治大道，來回方向增至八條行車線。介乎芬治大道和88號公路的路段其後增至六線行車，而達致六線行車的路段則於翌年北延41.8（26英里）至11號公路的交匯處。
隨著沿線的旅客車流日益繁忙，省政府從1977年起擴濶巴里以北的兩線行車路段。省府在原有兩條行車線的左側新建兩條南行線，原有的行車線改為北行線，兩者之間設有30（98英尺）濶的中央分隔帶，而原有與其他道路平交的路口亦改建成立體交匯處。介乎巴里和93號公路的路段於1982年擴濶完畢；介乎93號公路和錫姆科縣19號縣道的擴濶工程於1980年展開，並於1982年末完成。介乎錫姆科縣19號縣道和23號縣道的擴濶工程則於1983年夏季展開，並於1985年夏季完成。四線分隔行車路段再於1988年秋季開通至瓦包信（Waubaushene），而橫跨塞文河的南行線行車橋則於1991年動工。

### 69號公路四線化工程

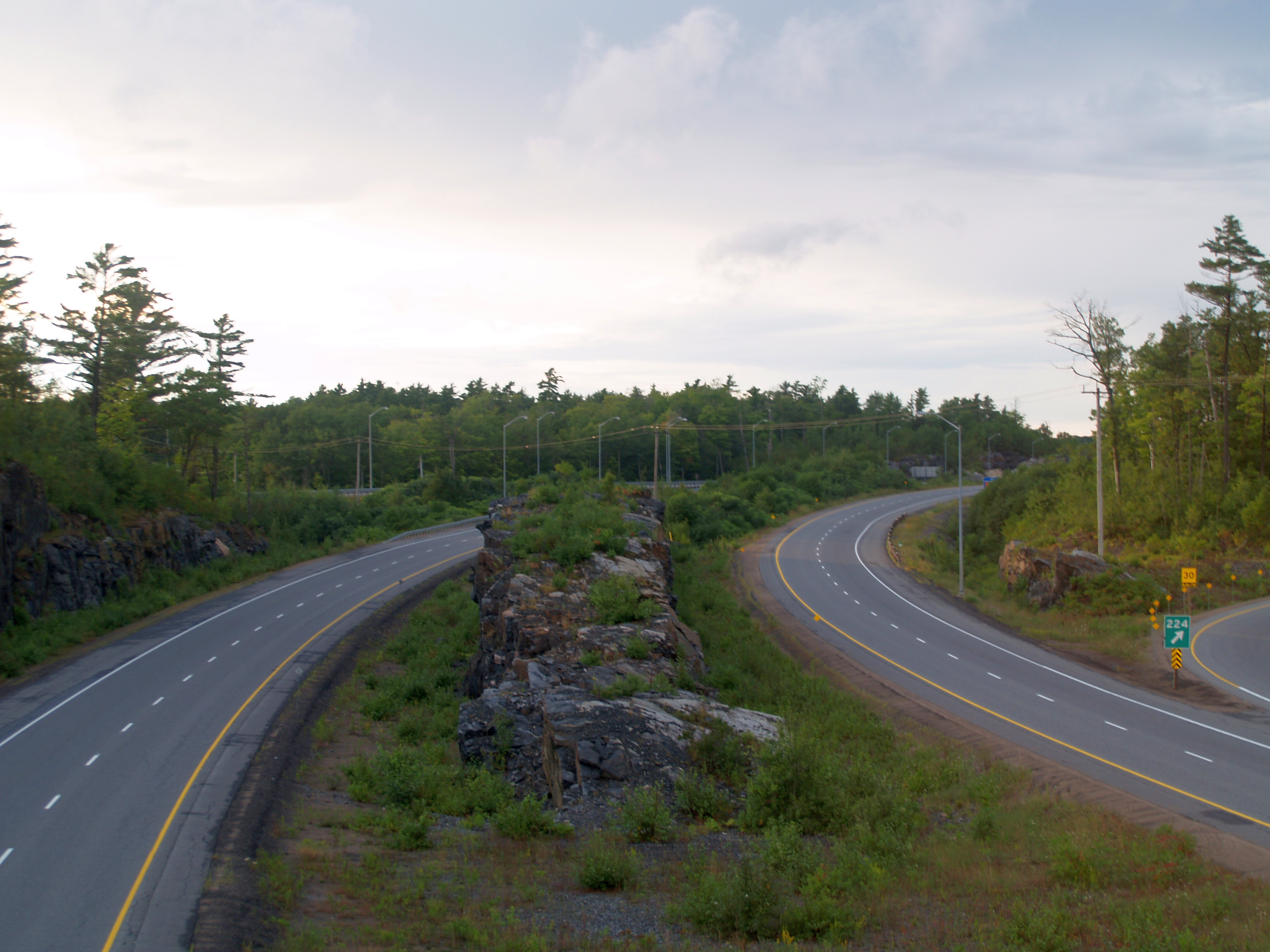
400號公路帕里灣段

安大略省交通部於1988年完成有關介乎塞文港和麥提亞（MacTier）之間，長45（28英里）的69號公路路段的研究報告，並於1990年代落實擴建該段道路和將之改編為400號公路。四線分隔行車路段於1999年北延至馬斯科卡區38號區道，而帕里灣繞道工程於1999年秋季展開，並於2001年11月1日通車，但暫時編號為69號公路。帕里灣繞道以南和蘭金湖道（Rankin Lake Road）的路段於2002年10月開通，而蘭金湖道以南至月亮河（Moon River）的繞道則於2003年10月7日開通。400號公路編號隨之往北伸延至帕里灣，但介乎穆斯誇殊河（Musquash River）和帕里灣的路段仍然保留69號公路編號，即這段公路同時編為69號和400號公路。
穆斯誇殊河和月亮河之間的路段途經瓦塔莫霍克原住民地區（Wahta Mohawk Territory）。該原住民族雖然不反對69號公路四線化工程，但就該工程舉行的公投投票率遠低於所需的50%門檻而作廢，該8（5.0英里）長的路段亦維持雙線行車。省政府終在2004年12月開始將該路段四線化，並於2008年夏季通車，帕里灣以南的路段自此全線達致四線分隔高速公路資格，而諾貝爾（Nobel）以南路段的69號公路編號亦告取消 。
諾貝爾繞道來回各一條行車線於2010年10月27日開通，而全數四線則於同年11月通車。69號公路過往途經諾貝爾路段的省道資格被取消，四條行車線減至兩條，並改稱諾貝爾徑（Nobel Drive）。

## 未來發展
省政府於2005年6月28日宣佈將諾貝爾至薩德伯里之間的69號公路四線化並改編為400號公路，原定於2017年完工，後則延遲至2021年。薩德伯里以南的一段69號公路早於2003年便開始四線化，但該路段仍保留69號編號，待諾貝爾以北的整段公路四線化後才改編為400號。介乎薩德伯里以南至艾斯泰亞（Estaire）的路段從2005年開始四線化，並於2009年11月12日完成。餘下介乎艾斯泰亞和諾貝爾，長115（71英里）的路段則在規劃中。

## 外部連結
- 400號公路即時路況
- 400號公路延伸項目計劃報告 （页面存档备份，存于）（英文）
- 400號公路走線（谷歌地圖） （页面存档备份，存于）